# فرانوبالان
فرانوبالان (نام علمی: Paraneoptera) نام یک فراراسته از فرورده نوبالان است.